# Bułgarski parasol

Schemat mechanizmu odpalającego w parasolu użytym do zabójstwa bułgarskiego dysydenta Georgiego Markowa:
1. Spust w rączce parasola
2. Rączka parasola
3. Sprężyna do wypychania systemu drążków
4. System drążków łączący spust z wentylem
5. Cylinder ze sprężonym powietrzem
6. Przełącznik aktywujący wentyl
7. Wentyl, który wystrzeliwuje kulkę z rycyną przez „lufę” parasola

Bułgarski parasol – specjalnie skonstruowane zakończenie końcówki parasola wyposażone w rodzaj wysuwanej igły, z której po wbiciu w ciało jest wystrzeliwana miniaturowa kuleczka.
Wykonana ze stopu platyny (90%) i irydu (10%), o średnicy ok. 1,5 mm, miała dwa kanaliki wywiercone pod kątem prostym i zawierała w środku nie więcej niż 2 mg rycyny (trucizny). Urządzenie to skonstruowane przez laboratoria techniczne i chemiczne KGB na zamówienie bułgarskich służb specjalnych KDS posłużyło do uśmiercenia 7 września 1978 roku w Londynie bułgarskiego dysydenta Georgiego Markowa (stąd angielska nazwa – parasol Markowa).